# Dolmen du Genevrier
Le dolmen et le tumulus du Genévrier sont situés sur la commune de  Salles-la-Source, dans le département de l'Aveyron, en France.

## Historique
L'édifice Néolithique est classé au titre des monuments historiques par la liste de 1889.